# Фрегати типу «Такома»
Патрульні фрегати типу «Такома» служили у ВМС США під час Другої світової та Корейської війн. Спочатку класифіковані як  патрульні канонерські човни, вони були перекласифіковані як патрульні фрегати 15 квітня 1943 року. Головний корабель проекту Морської комісії (MARCOM) S2-S2-AQ1, був названий на честь міста Такома, штат Вашингтон.  

## Конструкція
Засновувалися на британській конструкції фрегатів типу «Рівер», зі змінами спрямованими переважно на забезпечення при їх будівництві використання матеріалів та запасних частин, доступних у США. Вони будувалися за стандартами торгових суден, що з одного боку, уможливило їх швидке будівництво, водночас знизило їх тактико-технічні характеристики зокрема живучість. Фрегати були адатовані саме до завдань протичовнової оборони, у зв'язку з чим їх головний калібр знизився з 4-х дюймових (102 мм) гармат на фрегатах типу «Рівер» до  3-х дюймових (76 мм) гармат.

## Історія служби
Двадцять один корабель було передано британському Королівському флоту, в якому вони були відомі як фрегати типу «Колонія», а двадцять вісім кораблів було передано за ленд-лізом радянському флоту, де вони класифікувалися як «сторожевые корабли» (сторожові кораблі)  під час Другої світової війни. Усі кораблі типу «Такома», що перебували на службі США під час Другої світової війни, були укомплектовані екіпажами берегової охорони Сполучених Штатів. Після Другої світової війни кораблі типу «Такома» були передані береговій охороні США та різним флотам.